# Bembidion aberdarense
Bembidion aberdarense es una especie de escarabajo del género Bembidion, categorizada en la tribu Bembidiini, de la subfamilia Trechinae.

## Distribución
Se distribuye por Kenia.

## Taxonomía
Fue descrita por Alluaud en 1939.